# Pieve dei Santi Faustino e Giovita
La pieve dei Santi Faustino e Giovita è la parrocchiale di San Faustino, frazione di Rubiera in provincia di Reggio Emilia. Appartiene al vicariato della Valle del Secchia  della  diocesi di Reggio Emilia-Guastalla e risale al IX secolo.

## Storia
La prima citazione del luogo di culto a San Faustino si trova in un documento redatto nel 945 dall'allora vescovo di Reggio Emilia Adelardo. Il luogo di culto, che poi fu pieve, secondo la tradizione venne fatto edificare da Matilde di Canossa che vantava vari possedimenti nel territorio e risulta così una delle più antiche pievi della diocesi. Attorno al 1853 fu necessario restaurare l'edificio che versava in cattive condizioni e in particolare furono rivisti gli interni mentre la facciata esterna fu modificata in modo meno importante e mantenne così uno stile molto vicino al romanico originale. Pochi anni dopo fu oggetto di un nuovo lavoro di restauro conservativo che concluse i lavori precedenti.

## Descrizione

### Esterni
La pieve si trova a San Faustino, frazione a nord dell'abitato di Rubiera in provincia di Reggio Emilia. La facciata a salienti conserva lo stile romanico ed è caratterizzata dalla parte centrale col portale di accesso affiancato da colonne in marmo che reggono una piccola struttura ad edicola che protegge l'affresco posto sopra la porta raffigurante i Santi Faustino e Giovita. La torre campanaria si alza in posizione arretrata sulla sinistra. Di particolare interesse sono le tre absidi posteriori, una per ogni navata interna con la centrale di maggiori dimensioni rimaste quasi inalterate dopo la loro erezione.

### Interni
La sala interna è suddivisa in tre navate separate da grandi arcate su pilastri in parte a colonna. La navata centrale si conclude con un ampio abside che conserva l'importante affresco raffigurante la Madonna in trono con il Bambino e risalente al XIII secolo. Di particolare interesse storico ed artistico sono il tabernacolo realizzato nel XVI secolo con marmo di Carrara e la pala d'altare attribuita a Benvenuto Tisi da Garofalo e raffigurante la Vergine con il Figlio ed i Santi Protettori Faustino e Giovita.